# Commanderie de la Vialette
Le commanderie de la Vialette est un bâtiment situé à Saint-Jean-et-Saint-Paul, en France.

## Description
La maison d'habitation avec tour d'angle, l'étable et la porcherie se trouvent au nord de l'ensemble. La maison comporte quelques éléments d'architecture fortifiée comme échauguettes et meurtrières avec pour seul décor un linteau sculpté sur la porte du rez-de-chaussée. Dans la tour, en rez-de-chaussée, se trouve une petite chapelle carrée, voûtée d'ogives. Dans la porcherie, il existe des « murettes » qui sont destinées à séparer les porcs. La grande bergerie, l'atelier et le four à pain accolés se trouvent au sud.

## Localisation
La commanderie est située sur la commune de Saint-Jean-et-Saint-Paul, dans le département français de l'Aveyron.

## Historique
Au XIIe siècle, la commanderie hospitalière dépendait peut-être de la commanderie de Millau. Au XVe siècle la métairie est reconstruite. À la Révolution, l'ensemble du domaine est cédé à un particulier.
L'édifice est inscrit au titre des monuments historiques en 1984.